# 卡拉加
卡拉加（Caraga），是菲律宾南部的行政大区，位于棉兰老岛东北部和附近的岛屿上，包括北苏里高省、南苏里高省、北阿古桑省、南阿古桑省、迪纳加特群岛省和武端市，总面积21,741平方公里，人口2,293,480人（2007年），首府为武端市。
1. ↑  
Census of Population (2015). . PSA. |chapter=被忽略 (帮助);